# Quintã de Pero Martins
Quintã de Pero Martins (pré-AO 1990: Quintã de Pêro Martins) é uma localidade portuguesa do município de Figueira de Castelo Rodrigo que foi sede da extinta freguesia homónima que tinha 18,53 km² de área e 145 habitantes (2011), e, por isso, uma densidade populacional de 7,8 hab/km².
A freguesia de Quintã de Pero foi extinta em 2013, no âmbito de uma reforma administrativa nacional, para, em conjunto com as freguesias de Freixeda do Torrão e Penha de Águia, formar uma nova freguesia denominada União das Freguesias de Freixeda do Torrão, Quintã de Pêro Martins e Penha de Águia com a sede em Freixeda do Torrão.
Situada na extrema ocidental de grande planalto, limitado de uma parte pela Marofa e ao poente pelos rápidos declives do Côa, o território desta povoação foi habitado por povos pré e proto-históricos, de que aparecem vestígios nas muitas cimalhas de elevações e em inúmeros artefatos de pedra polida. No entanto, a forma do seu povoamento, indicada pelo nome, ou seja, pela quinta medieval, indica que esta zona devia ser quase despovoada nessa época. O povoamento, provavelmente, começou a partir da quintã de um Pêro Martins, possivelmente não nobre - quintã vasta, como o permitia a solidão do grande planalto, e que, pelas sucessões ou heranças, iria sendo cada vez mais retalhada e edificada a ponto de resultar em povoação.Esta, à entrada do século XVI, ainda não devia ser de vulto, visto que nem sequer figura como capelania anexa a Penha de Águia; mas veio a tê-lo, resultando a erecção paroquial.
A igreja paroquial tem inscrita, num dos arcos, a data de 1551. Presumivelmente, a quintã de Pêro Martins ascende ao tempo em que o Ribacoa era ainda de Leão. Junto da povoação passava o Caminho de Santiago que do convento de Santa Maria de Aguiar se dirigia para Trancoso e Marialva passando o rio Coa no lugar do Cavaleiro. Para travessia do rio neste local funcionou um barco até meados do século XX. Na década de 50 e 60 desse século ainda era frequente a utilização deste caminho sobretudo por pessoas que, da raia, se dirigiam para a feira de Trancoso. Perto da Quintã existia uma hospedaria que, por essa altura, ainda funciona como taberna.
No seu património construído destaca-se a Igreja Matriz, a Capela de São Sebastião, o lagar e as casas de arquitectura tradicional. Perto do Coa encontram-se ruínas de uma capela de S. Paulo e outra de S. Pedro. Há vestígios de minas, provavelmente de ouro, do tempo dos romanos, em Telhões e noutros pontos do povoado.
A zona das arribas do Côa é local de interesse paisagístico.

## População
| Totais e grupos etários | Totais e grupos etários | Totais e grupos etários | Totais e grupos etários | Totais e grupos etários | Totais e grupos etários | Totais e grupos etários | Totais e grupos etários | Totais e grupos etários | Totais e grupos etários | Totais e grupos etários | Totais e grupos etários | Totais e grupos etários | Totais e grupos etários | Totais e grupos etários | Totais e grupos etários |
| ----------------------- | ----------------------- | ----------------------- | ----------------------- | ----------------------- | ----------------------- | ----------------------- | ----------------------- | ----------------------- | ----------------------- | ----------------------- | ----------------------- | ----------------------- | ----------------------- | ----------------------- | ----------------------- |
|                         | 1864                    | 1878                    | 1890                    | 1900                    | 1911                    | 1920                    | 1930                    | 1940                    | 1950                    | 1960                    | 1970                    | 1981                    | 1991                    | 2001                    | 2011                    |
|                         | 524                     | 516                     | 554                     | 626                     | 582                     | 548                     | 610                     | 606                     | 604                     | 573                     | 438                     | 396                     | 321                     | 206                     | 145                     |
| i)                      |                         |                         |                         |                         |                         |                         |                         |                         |                         |                         |                         |                         |                         | 5                       | 9                       |
| ii)                     |                         |                         |                         |                         |                         |                         |                         |                         |                         |                         |                         |                         |                         | 19                      | 4                       |
| iii)                    |                         |                         |                         |                         |                         |                         |                         |                         |                         |                         |                         |                         |                         | 101                     | 71                      |
| iv)                     |                         |                         |                         |                         |                         |                         |                         |                         |                         |                         |                         |                         |                         | 81                      | 61                      |

i) 0 aos 14 anos; ii) 15 aos 24 anos; iii) 25 aos 64 anos; iv) 65 e mais anos	